# Farol de Preguiças
O Farol de Preguiças também chamado de Farol do Mandacaru é uma farol administrado pela Marinha do Brasil, localizado no Estado do Maranhão, no Brasil.

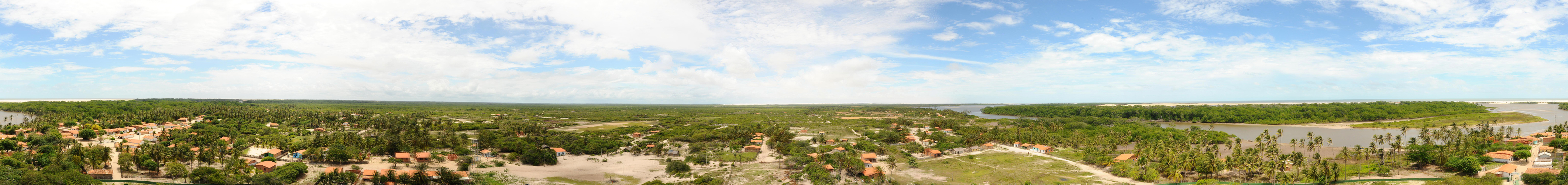
Foto panorâmica da vista do Farol de Preguiças.

Torre de concreto branca, troncocónica, quatro faixas pretas, quatro costelas, dupla galeria.
Esta localizado no povoado de Mandacaru, na foz do Rio Preguiças no Parque Nacional dos Lençóis Maranhenses da Microrregião dos Lençóis Maranhenses. A cidade mais próxima é Barreirinhas, sede do município de mesmo nome. Foi inaugurado em 1940. O Farol é disponível todos os dias da semana para visitantes, nos horários de 08:30 às 11:30, e de 13:30 às 17:00.

## Galeria de imagens

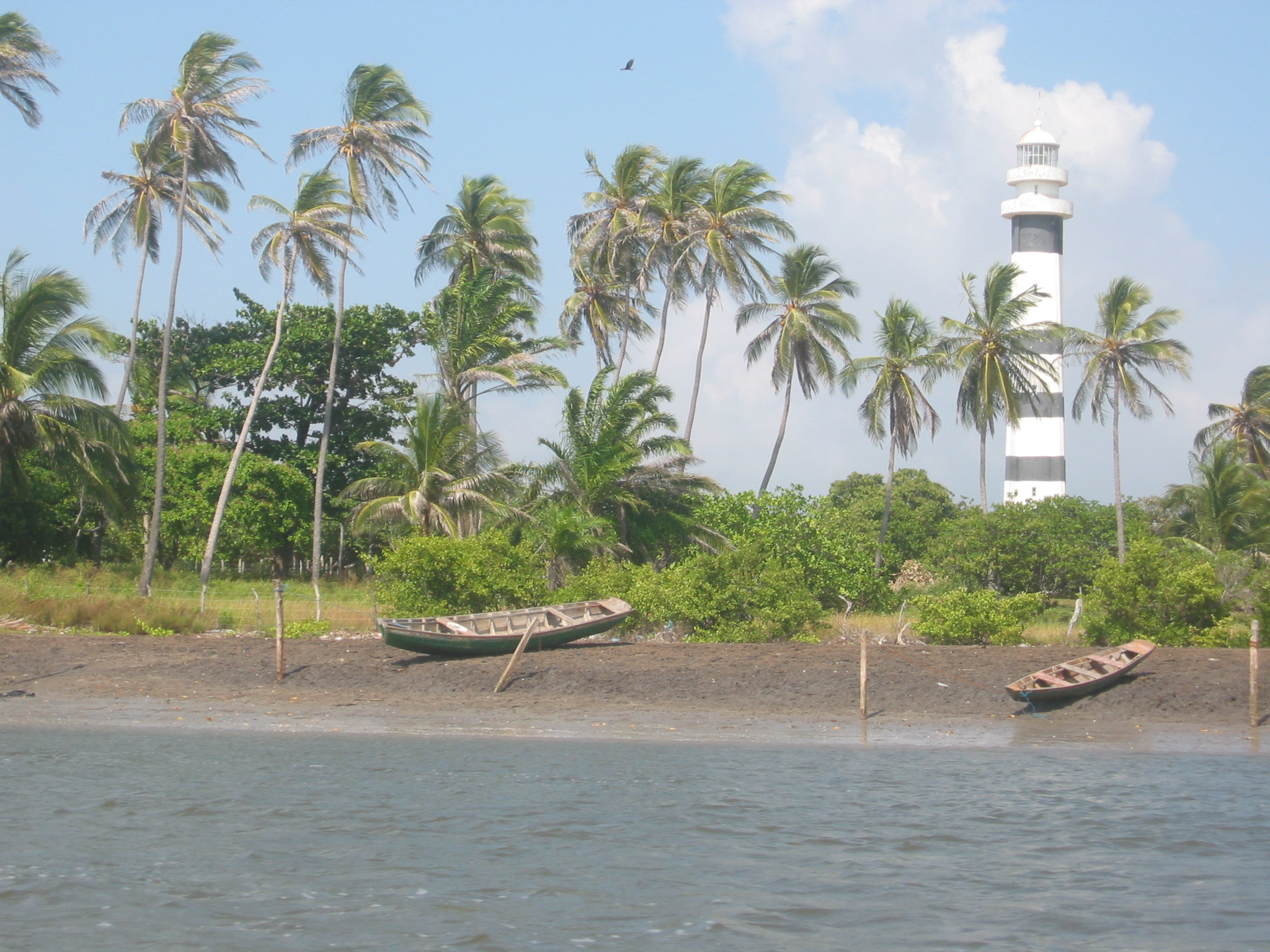
Vista desde o Rio Preguiças
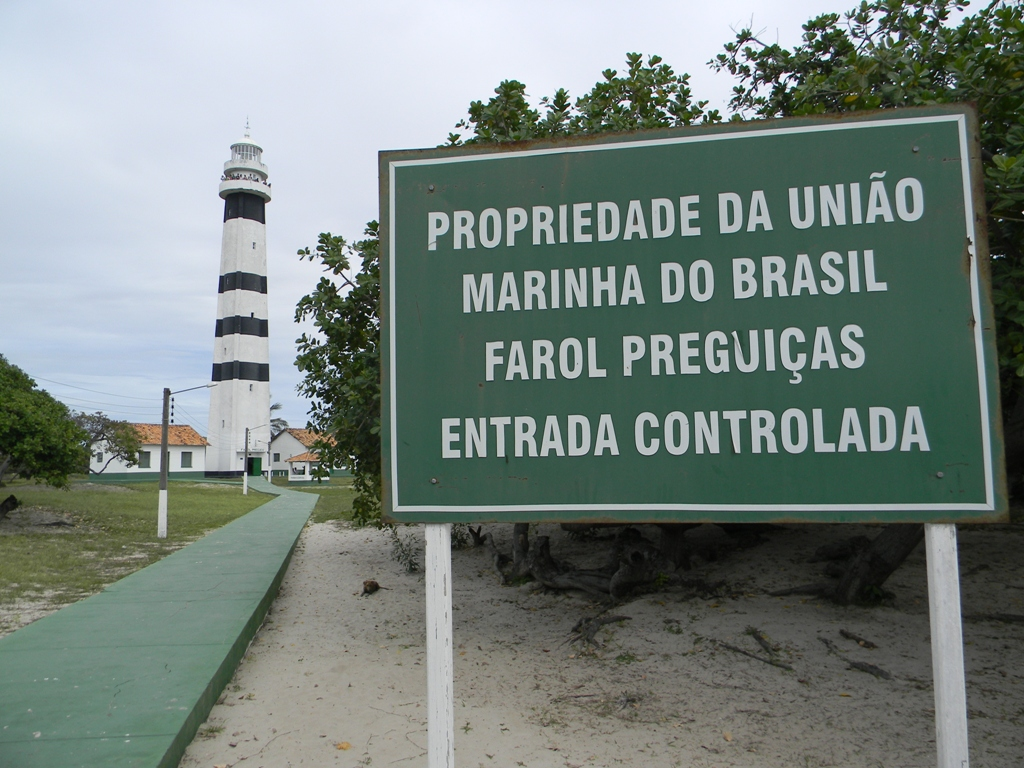
Placa de Entrada do Farol Preguiças
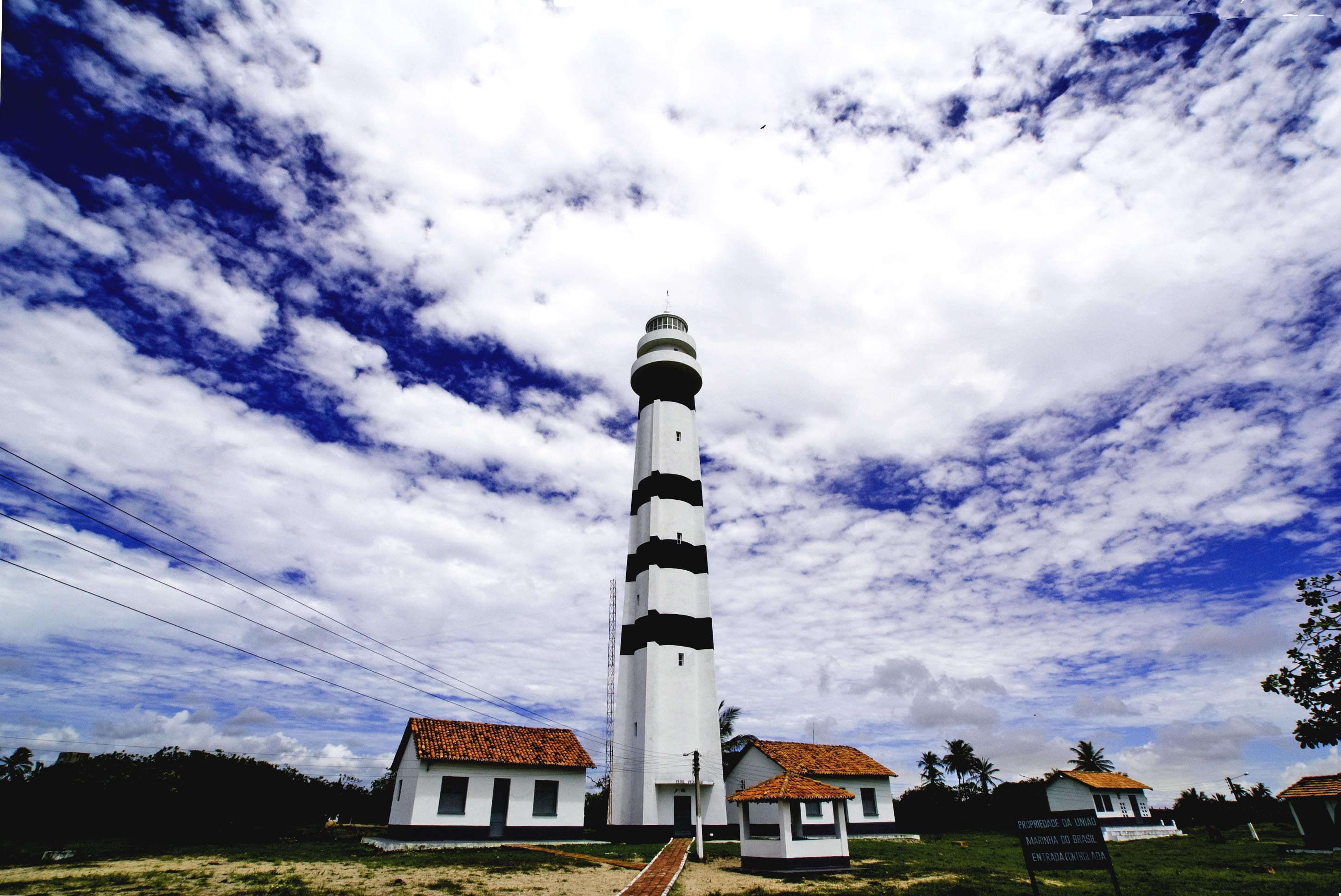
Preguiças Lighthouse
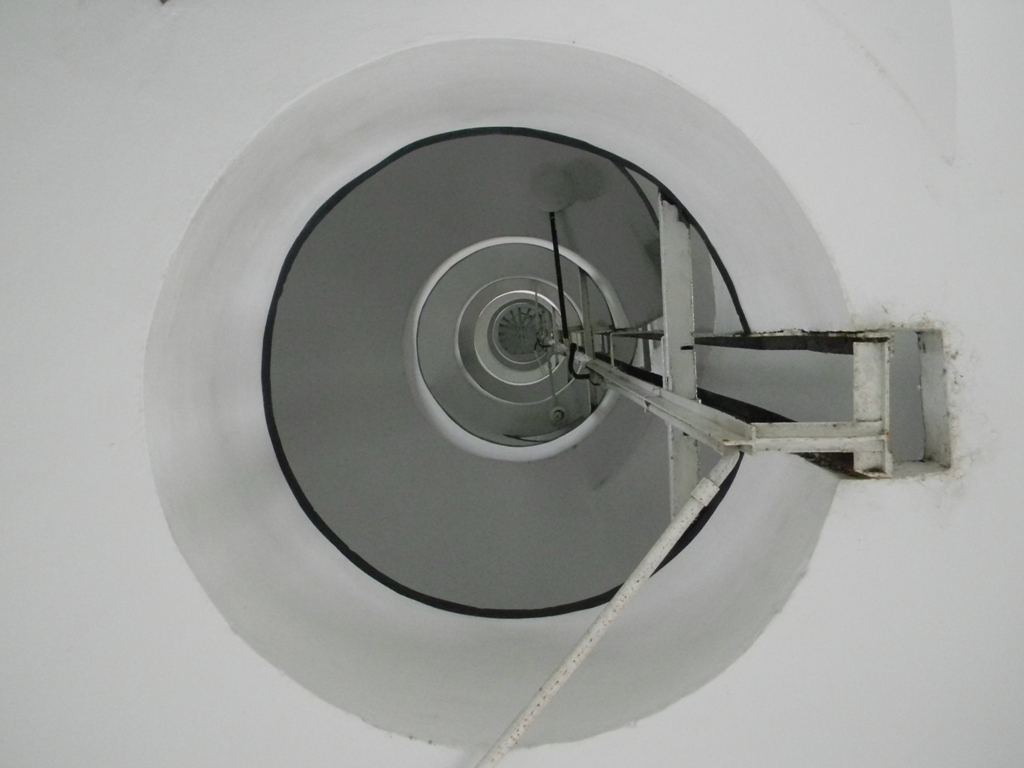
Escadaria do Farol Preguiças
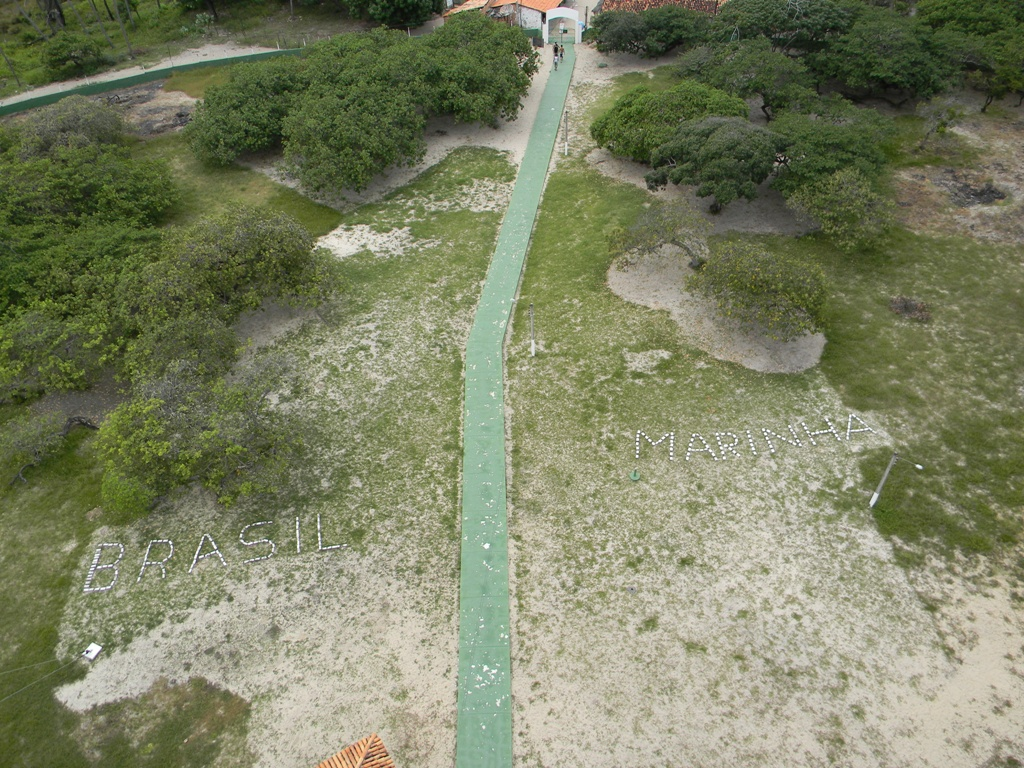
Área à frente do Farol Preguiças